# Enneapogon eremophilus
Enneapogon eremophilus là một loài thực vật có hoa trong họ Hòa thảo. Loài này được Kakudidi mô tả khoa học đầu tiên năm 1989.